# ليك زوريخ (إلينوي)
ليك زوريخ (بالإنجليزية: Lake Zurich, Illinois)‏ هي منطقة سكنية تقع في الولايات المتحدة في Ela Township, Lake County, Illinois. يقدر عدد سكانها بـ 19,631 نسمة .

## التركيبة السكانية
حدّد مكتب تعداد الولايات المتحدة بيانات التركيبة السكانية لليك زوريخ في تعداد الولايات المتحدة. في ما يلي، التركيبة السكانية حسب تعدادي 2000 و2010.

### تعداد عام 2000
بلغ عدد سكان ليك زوريخ 18,104 نسمة بحسب تعداد عام 2000، وبلغ عدد الأسر 5,746 أسرة وعدد العائلات 4,869 عائلة مقيمة في القرية. في حين سجلت الكثافة السكانية 965 نسمة لكل كيلومتر مربع (2,499.3/ميل2). وبلغ عدد الوحدات السكنية 5,828 وحدة بمتوسط كثافة قدره 310.7 لكل كيلومتر مربع (804.7/ميل2).
وتوزع التركيب العرقي للقرية بنسبة 92.31% من البيض و0.81% من الأمريكيين الأفارقة و0.17% من الأمريكيين الأصليين و3.82% من الأمريكيين ذوي الأصول الآسيوية و0.01% من سكان جزر المحيط الهادئ و1.97% من الأعراق الأخرى و0.92% من عرقين مختلطين أو أكثر و5.55% من الهسبانيون أو اللاتينيون من أي عرق.
بلغ عدد الأسر 5,746 أسرة كانت نسبة 55.4% منها لديها أطفال تحت سن الثامنة عشر تعيش معهم، وبلغت نسبة الأزواج القاطنين مع بعضهم البعض 75.3% من أصل المجموع الكلي للأسر، ونسبة 7.1% من الأسر كان لديها معيلات من الإناث دون وجود شريك،  بينما كانت نسبة 2.3% من الأسر لديها معيلون من الذكور دون وجود شريكة وكانت نسبة 15.3% من غير العائلات. تألفت نسبة 12.4% من أصل جميع الأسر من عدة أفراد يعيشون في نفس المنزل ونسبة 3.5% كانت تتألف من شخص يعيش بمفرده يبلغ من العمر 65 عاماً أو أكثر. وبلغ متوسط حجم الأسرة المعيشية 3.12، أما متوسط حجم العائلات فبلغ 3.42.
بلغ العمر الوسطي للسكان 34.7 عاماً. وكانت نسبة 34.1% من القاطنين تحت سن الثامنة عشر، وكانت نسبة 5% بين الثامنة عشر والرابعة والعشرين عاماً، ونسبة 34.1% كانت واقعةً في الفئة العمرية ما بين الخامسة والعشرين والرابعة والأربعين عاماً، ونسبة 20.9% كانت ما بين الخامسة والأربعين والرابعة والستين، ونسبة 5% كانت ضمن فئة الخامسة والستين عاماً فما فوق. يوجد لكل 100 أنثى 101.9 ذكر، ويوجد لكل 100 أنثى في الثامنة عشر من عمرها فما فوق 99.2 ذكر.
بلغ متوسط دخل الأسرة في القرية 84,125 دولارًا، أما متوسط دخل العائلة فبلغ 89,874 دولارًا. وكان متوسط دخل الذكور 63,909 دولارًا مقابل 43,047 دولارًا للإناث. وسجل دخل الفرد الخاص بالقرية 30,287 دولارًا. وكانت نسبة 2% من العائلات ونسبة 2.5% من السكان تحت خط الفقر، وكان من هؤلاء نسبة 3% تحت سن الثامنة عشر ونسبة 5.9% في الخامسة والستين من العمر وما فوق.

### تعداد عام 2010
بلغ عدد سكان ليك زوريخ 19,631 نسمة بحسب تعداد عام 2010، وبلغ عدد الأسر 6,563 أسرة وعدد العائلات 5,361 عائلة مقيمة في القرية. في حين سجلت الكثافة السكانية 1,046.4 نسمة لكل كيلومتر مربع (2,710.2/ميل2). وبلغ عدد الوحدات السكنية 6,789 وحدة بمتوسط كثافة قدره 361.9 لكل كيلومتر مربع (937.3/ميل2).
وتوزع التركيب العرقي للقرية بنسبة 86.67% من البيض و0.96% من الأمريكيين الأفارقة و0.12% من الأمريكيين الأصليين و7.36% من الأمريكيين ذوي الأصول الآسيوية و0.06% من سكان جزر المحيط الهادئ و3.15% من الأعراق الأخرى و1.68% من عرقين مختلطين أو أكثر و7.75% من الهسبانيون أو اللاتينيون من أي عرق.
بلغ عدد الأسر 6,563 أسرة كانت نسبة 46.8% منها لديها أطفال تحت سن الثامنة عشر تعيش معهم، وبلغت نسبة الأزواج القاطنين مع بعضهم البعض 70.2% من أصل المجموع الكلي للأسر، ونسبة 8.5% من الأسر كان لديها معيلات من الإناث دون وجود شريك،  بينما كانت نسبة 3% من الأسر لديها معيلون من الذكور دون وجود شريكة وكانت نسبة 18.3% من غير العائلات. تألفت نسبة 15.2% من أصل جميع الأسر من عدة أفراد يعيشون في نفس المنزل ونسبة 4.7% كانت تتألف من شخص يعيش بمفرده يبلغ من العمر 65 عاماً أو أكثر. وبلغ متوسط حجم الأسرة المعيشية 2.96، أما متوسط حجم العائلات فبلغ 3.32.
بلغ العمر الوسطي للسكان 38.6 عاماً. وكانت نسبة 28.8% من القاطنين تحت سن الثامنة عشر، وكانت نسبة 7.1% بين الثامنة عشر والرابعة والعشرين عاماً، ونسبة 24.9% كانت واقعةً في الفئة العمرية ما بين الخامسة والعشرين والرابعة والأربعين عاماً، ونسبة 31.2% كانت ما بين الخامسة والأربعين والرابعة والستين، ونسبة 8% كانت ضمن فئة الخامسة والستين عاماً فما فوق. وتوزع التركيب الجنسي للسكان بنسبة 49.4% ذكور و50.6% إناث.

## توأمة
لليك زوريخ (إلينوي) اتفاقيات توأمة مع:
- نيتناو

## أعلام
- ليو بيرنت
- مات بلانشارد
- غوردون جينينغز لاينغ